# Komîșuvatka, Prîmorsk
Komîșuvatka (în ucraineană Комишуватка) este un sat în orașul raional Prîmorsk din raionul Prîmorsk, regiunea Zaporijjea, Ucraina.

## Demografie
Componența lingvistică a localității Komîșuvatka
     Rusă (80,99%)
     Ucraineană (15,97%)
     Bulgară (1,52%)
     Română (1,52%)
Conform recensământului din 2001, majoritatea populației localității Komîșuvatka era vorbitoare de rusă (80,99%), existând în minoritate și vorbitori de ucraineană (15,97%), română (1,52%) și bulgară (1,52%).